# 알렌 복시치
알렌 복시치(크로아티아어: Alen Bokšić, IPA: [ˈalɛn ˈbɔkʃitɕ], 1970년 1월 21일 ~)는 크로아티아의 전 축구 선수로, 포지션은 공격수였다.

## 클럽 경력
1987년 하이두크 스플리트에서 프로 선수 생활을 시작했으며, 1991년 팀의 유고슬라비아 컵 우승에 공헌하였다. 이후 프랑스로 건너갔으며, AS 칸을 거쳐 1992-93 시즌, 올랭피크 마르세유로 이적하였다. 이적 첫 시즌 만에 37경기에서 23골을 기록하며 시즌 최다 득점자에 올랐고, 마르세유의 UEFA 챔피언스리그 우승의 원동력이 되기도 하였다.
또 이탈리아의 라치오 (1993년-96년, 1997년-2000년), 유벤투스 (1996년-97년)에서 활약하기도 했는데, 유벤투스에서는 세리에 A 우승, UEFA 슈퍼컵 우승, 인터콘티넨털컵 우승, 라치오에서는 세리에 A 우승, 코파 이탈리아 우승, UEFA 컵위너스컵 우승, UEFA 슈퍼컵 우승을 경험하였다.
2000-01 시즌 잉글랜드 프리미어리그의 미들즈브러로 이적했으며, 첫 시즌에 28경기에서 12골을 뽑는 활약을 펼쳤으나, 2001-02 시즌 부상의 여파로 활약을 이어가지 못하고, 2002년 9월 리버사이드 경기장에서 펼쳐진 버밍엄 시티 전에서 마지막 경기를 치렀다. 2003년 현역에서 은퇴하였다.

## 국가대표팀 경력
복시치는 20세 때, 이비차 오심이 이끄는 1990년 FIFA 월드컵 유고슬라비아 대표팀에 발탁되었으나, 즐라트코 부요비치와 다르코 판체프에 가려져 기회를 잡지 못했다.
1993년 우크라이나 전에서 크로아티아 대표팀 데뷔전을 치렀으며, 2002년 은퇴할 때까지 40경기에 출장해 10골을 기록하였다. UEFA 유로 1996 대표로 뛰었으나, 크로아티아가 3위라는 놀라운 성적을 기록한 1998년 FIFA 월드컵에는 부상으로 출전하지 못했다. 32세의 나이에 출전한 2002년 FIFA 월드컵에서는 조별 리그 3경기에 모두 출장했으며, 이 대회는 보크시치의 첫 FIFA 월드컵이자 마지막 월드컵이 되었다.